# 龐尚廉
庞尚廉（?—?），字國維，號清宇，山西平陽府蒲州河津縣民籍。明朝官员，同進士出身。

## 生平
万历四十三年（1615年）乙卯科山西鄉試舉人，四十四年（1616年）联登丙辰科进士，大理寺觀政，授河南内黄知县，天啓二年（1622年）行取考选，拜河南道御史，不依附权贵，七年转河南佥事，引疾告归。
著有《治黄判语》《西台疏草》。

## 家族
曾祖龐隆。祖父龐价。父龐人仰。